# Gare de Moissac
Gare de Moissac vasútállomás Franciaországban, Moissac településen.

## Vasútvonalak
Az állomást az alábbi vasútvonalak érintik:
- Bordeaux–Sète-vasútvonal

## Kapcsolódó állomások
A vasútállomáshoz az alábbi állomások vannak a legközelebb:
- Gare de Castelsarrasin (Gare de Sète, Bordeaux–Sète-vasútvonal)
- Gare de Malause (Gare de Bordeaux-Saint-Jean, Bordeaux–Sète-vasútvonal)
- Gare de Valence-d'Agen